# Le Nocturne

Le Nocturne est un film muet français réalisé par Louis Feuillade, sorti en 1919.

## Fiche technique
- titre : Le Nocturne
- Réalisation : Louis Feuillade
- Chef-opérateur et montage : Maurice Champreux
- Société de production : Société des Établissements L. Gaumont
- Format : Muet - Noir et blanc - 1,33:1 - 35 mm
- Métrage : 1 230 mètres
- Genre :
- Durée : 41 minutes
- Pays d'origine :  France
- Date de sortie :
  - France : novembre 1919

## Distribution
- Émile André
- Fernand Herrmann
- Sylvia Lux
- Édouard Mathé
- Gaston Michel
- Line Stella
- Edmond Bréon